# Publiczne Liceum Ogólnokształcące nr I im. Mikołaja Kopernika w Opolu
Publiczne Liceum Ogólnokształcące nr I im. Mikołaja Kopernika w Opolu – publiczne liceum ogólnokształcące w Opolu.

## Historia
W 1668 r. jezuici dokonali otworzenia szkoły średniej w starym zamku "na Górce".  Zachował się akt fundacyjny z 1639 r. napisany w języku polskim, w którym hrabina Felicja ze Żmigrodu daruje ojcom jezuitom posiadłość ziemską. 
W pomieszczeniach dawnego kolegium jezuickiego przy ulicy Gosławickiej 22 (obecnie J. E. Osmańczyka) utworzono w 1801 r. gimnazjum niemieckie. Następnie wybudowano nowy gmach z 7 klasami, aulą oraz mieszkaniem dla woźnego. Z czasem budynek stał się za ciasny i w 1859 r. na ruinach starego zamku wybudowano dwukondygnacyjny gmach. W 1910 nadbudowano drugie piętro, a w latach 1936- 1937 dobudowano boczne skrzydło. Sława opolskiego kolegium sięgała daleko poza Śląsk, a w zachowanym łacińskim katalogu uczniów widniały polskie nazwiska takie jak: Józef Cebula, Stefan Lipka, czy Jan Sojka. Wśród profesorów i rektorów również przeważały nazwiska polskie. 

### Czasy po II wojnie światowej
- 31 III 1945 – Przybył do Opola Franciszek Petela w celu zorganizowania Gimnazjum i Liceum Męskiego i został pierwszym jego dyrektorem,
- 12 IV 1945 – Otwarcie I Gimnazjum i Liceum Męskiego w Opolu przy ul.Gosławickiej 22 i ogłoszenie wpisu do wszystkich klas,
- 16 V 1946 – Szkoła przyjęła nazwę imieniem Mikołaja Kopernika,
- 1 IX 1948 – Przeniesienie I Państwowego Gimnazjum i Liceum Męskiego do budynku przy placu Staszica 1 (dawniej ul. Le Ronda, obecnie budynek Uniwersytetu Opolskiego)
- 1960 – Ministerstwo Oświaty i Wychowania włączyło I LO w poczet Szkół Stowarzyszonych w  UNESCO
- Utworzenie klasy dla uczniów szczególne uzdolnionych matematycznie. Patronat nad zajęciami sprawowała Katedra Podstaw Matematyki opolskiego WSP
- 1 X 1970 – Przeniesienie I LO do nowego gmachu przy ul. Miczurina na Zaodrzu,
- 19 III 1991 – zmiana nazwy ulicy Miczurina na ulicę Licealną,
- VII 1997 – zalanie szkoły w wyniku powodzi – zniszczeniu uległy wszystkie pomieszczenia znajdujące się na parterze oraz w podziemiach budynku,
- XI-XII 1998 – zawieszenie zajęć w budynku szkoły (lekcje odbywały się w budynku Szkoły Podstawowej nr 14) z powodu użycia toksycznych substancji przy remoncie podziemnych części budynku zniszczonych podczas powodzi,